# Sköldinge
För äppelsorten, se Sköldinge (äpple), för kyrkbyn i Sköldinge se Sköldingeby.
Sköldinge uttal (fil) är en tätort i Katrineholms kommun.

## Befolkningsutveckling
| Befolkningsutvecklingen i Sköldinge 1960–2020     | Befolkningsutvecklingen i Sköldinge 1960–2020 | Befolkningsutvecklingen i Sköldinge 1960–2020 | Befolkningsutvecklingen i Sköldinge 1960–2020 | Befolkningsutvecklingen i Sköldinge 1960–2020 |
| ------------------------------------------------- | --------------------------------------------- | --------------------------------------------- | --------------------------------------------- | --------------------------------------------- |
|                                                   |                                               |                                               |                                               |                                               |
| År                                                |                                               |                                               | Folkmängd                                     | Areal (ha)                                    |
| 1960                                              | 1960                                          |                                               | 818                                           |                                               |
| 1965                                              | 1965                                          |                                               | 750                                           |                                               |
| 1970                                              | 1970                                          |                                               | 722                                           |                                               |
| 1975                                              | 1975                                          |                                               | 741                                           |                                               |
| 1980                                              | 1980                                          |                                               | 736                                           |                                               |
| 1990                                              | 1990                                          |                                               | 687                                           | 102                                           |
| 1995                                              | 1995                                          |                                               | 619                                           | 102                                           |
| 2000                                              | 2000                                          |                                               | 617                                           | 102                                           |
| 2005                                              | 2005                                          |                                               | 630                                           | 102                                           |
| 2010                                              | 2010                                          |                                               | 604                                           | 101                                           |
| 2015                                              | 2015                                          |                                               | 685                                           | 115                                           |
| 2020                                              | 2020                                          |                                               | 657                                           | 122                                           |
| Anm.: Införlivade 2015 Kanntorp som utbröts 2023] |                                               |                                               |                                               |                                               |

## Sköldinges historia
Sköldinge socken har medeltida ursprung. Namnet (1314 Skioldunge) kommer från kyrkbyn och innehåller efterleden inbyggarbeteckningen unge/inge. Förleden sköld, 'terrängavsats', syftar på en sköldliknande höjd invid kyrkbyn. 

## Sköldinge IF
Sköldinge har en idrottsförening sedan 1923. Sköldinge IF har cirka 300 medlemmar och är aktiva inom fotboll, längdskidor, löpning, gymnastik och tennis.
Föreningen ordnar även andra aktiviteter för lokala invånare, exempelvis cykelturer i naturen.
2020 spelar Sköldinges A-lag i Div 7.  Sköldinges supporterklubb Red Farmers grundades samma år som föreningen år 1923. Red Farmers bildades av arbetarna på Kanntorp-gruvan. 
Sedan slutet på 50-talet började supporterklubben tappa medlemmar. Men 2020 har den vuxit fram igen till en liten supporterskara.

## Sköldinge F-6
Sköldinge skola ligger i utkanten av tätorten Sköldinge, drygt en mil utanför Katrineholm. På skolan går ett 80-tal elever i årskurserna F-6.